# Fábrica de armas de La Vega

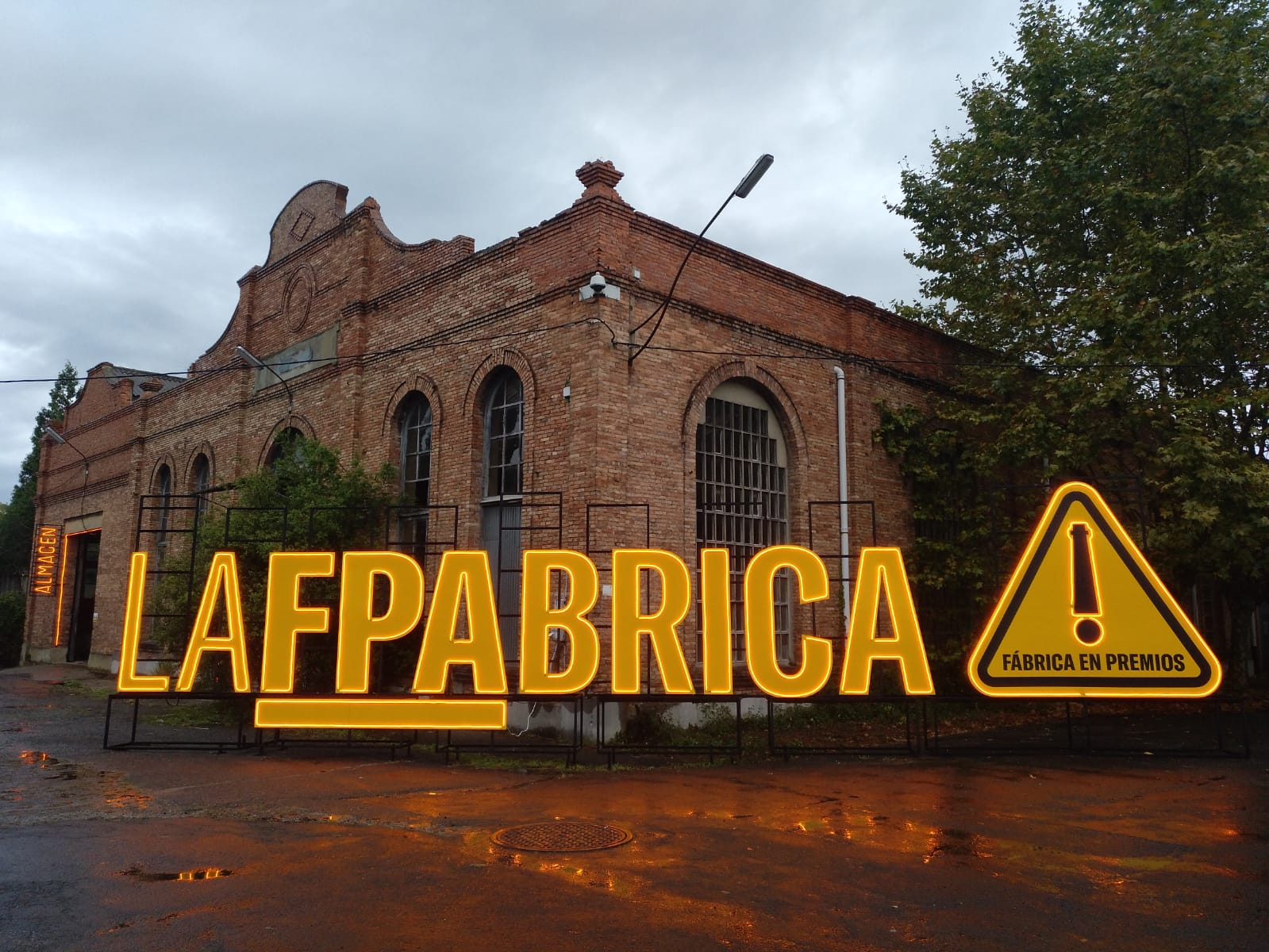
Almacén de la fábrica durante los Premios Princesa de Asturias 2019

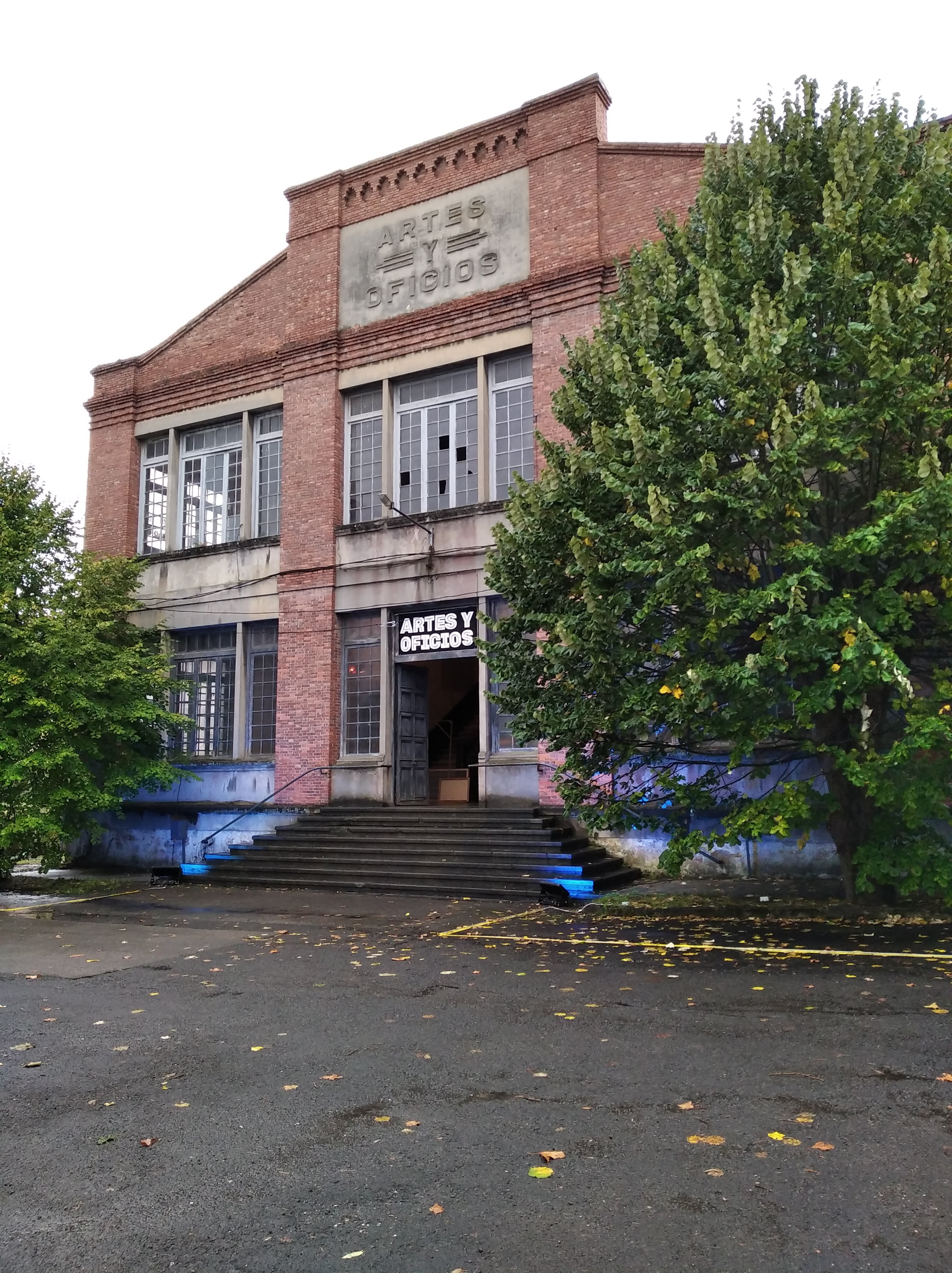
Antigua Escuela de Artes y Oficios de la fábrica

La fábrica de armas de La Vega, también conocida como Fábrica de armas de Oviedo, es un antiguo complejo fabril, ya clausurado, situado en la ciudad de Oviedo (España), en lo que anteriormente era el Monasterio de Santa María de la Vega. y algunos investigadores creen que en su solar se situaba uno de los palacios de Alfonso II.
Está situada a la entrada de la capital asturiana y tiene una extensión de 122.000 m².

## Historia
El antiguo monasterio fue fundado en 1153 por doña Gontrodo sobre unos terrenos propiedad de Alfonso VII. Del primitivo convento no quedan restos materiales salvo dos portadas románicas que se encuentran en la capilla de la fábrica, más moderna, así como una fuente. Algunos historiadores creen que el convento se levantó sobre el palacio extramuros de Alfonso II el Casto. Posteriormente, las dependencias fueron ampliadas y se construyó el claustro barroco, integrado en una de las naves almacén. 
Con la ley de Desamortización de 1836-1837 se inició un proceso que dificultaba la continuación de la orden de Santa María de La Vega, ya que, entre otras restricciones, impedía la coexistencia de más de un convento de la misma orden en la misma población, algo que ocurría en el caso de las benedictinas, agrupadas en las comunidades de La Vega y de San Pelayo. Aun así, esta unión no se produjo hasta julio de 1854.
Es en este año cuando una importante inversión en armamento que debe ser fabricado en la región abre la posibilidad de trasladar la fábrica de armas de Oviedo, situada en el Palacio del Duque del Parque y de tamaño insuficiente, a Trubia. Debido a la importante actividad económica que suponía, el ayuntamiento, con el apoyo del Ministerio de la Guerra, busca soluciones para que la fábrica se quede en la ciudad, para lo cual decide utilizar los terrenos del convento de La Vega. Aprovechando la ley de Desamortización y con el pretexto de destinar la zona a un hospital provincial para el caso de una invasión de cólera, traslada a las religiosas al convento de San Pelayo. Durante los dos años siguientes continúan los trámites para conseguir el traslado de la fábrica de armas, que culminan en 1856 con la cesión del Ministerio de Hacienda al ayuntamiento de los terrenos desamortizados.
En este momento se construyeron en la cornisa cantábrica varias fábricas de armas, algunas de ellas trasladadas desde País Vasco por temor a una nueva invasión francesa. Esta fábrica en concreto fue un traslado de actividades desde la Fábrica de Trubia, dirigida por Elorza.
En 1960 la fábrica se incorporó a la Empresa Nacional Santa Bárbara de Industrias Militares.

## Viviendas
El complejo industrial desarrolló a lo largo de los años varios grupos de viviendas en los alrededores. Los chalés de Avenida de la Tenderina con amplios jardines se construyeron en 1926 destinadas a altos mandos de la fábrica (son propiedad del Ministerio de Defensa y hoy se encuentran abandonados). Junto a estas se construyeron años después nuevos grupos de viviendas como la Colonia de San Féliz y el Grupo Santa Bárbara. 

## Presente
En 2012 la fábrica cesó su actividad y desde entonces suele abrirse una vez al año para realizar visitas y actividades, especialmente con motivo de las celebraciones anuales de La Noche Blanca. 
En octubre de 2019 el espacio se vuelve a abrir con motivo de los Premios Princesa de Asturias, bajo el proyecto La FPábrica, como centro neurálgico de varias actividades culturales con motivo de los premios, aprovechando buena parte del complejo para charlas y exposiciones, repitiendo en las ediciones posteriores. 
En 2022 se alcanza un acuerdo entre Ayuntamiento, Gobierno del Principado y Ministerio de Defensa para reconvertir el recinto en un centro tecnológico, cultura y comercial, contemplando prospecciones arqueológicas, conservación de casi todos los edificios y construcción de bloques de viviendas. Algunos colectivos se posicionaron en contra. El 28 de diciembre de 2023 el pleno del Ayuntamiento de Oviedo da luz verde al convenio con los votos a favor de PP, PSOE, IU y la abstención de Vox. Ningún partido votó en contra

## Edificios conservados
- Escuela de Artes y Oficios
- Capilla de Santa Bárbara
- Sala de armas (antiguo claustro)
- Antiguo palacio (administración)
- Taller de cañones
- Naves de talleres y almacenes
- Comedor
- Botiquín
- Taller mecanizado
- Mantenimiento eléctrico
- Economato
- Calibración
- Fundición

## Galería

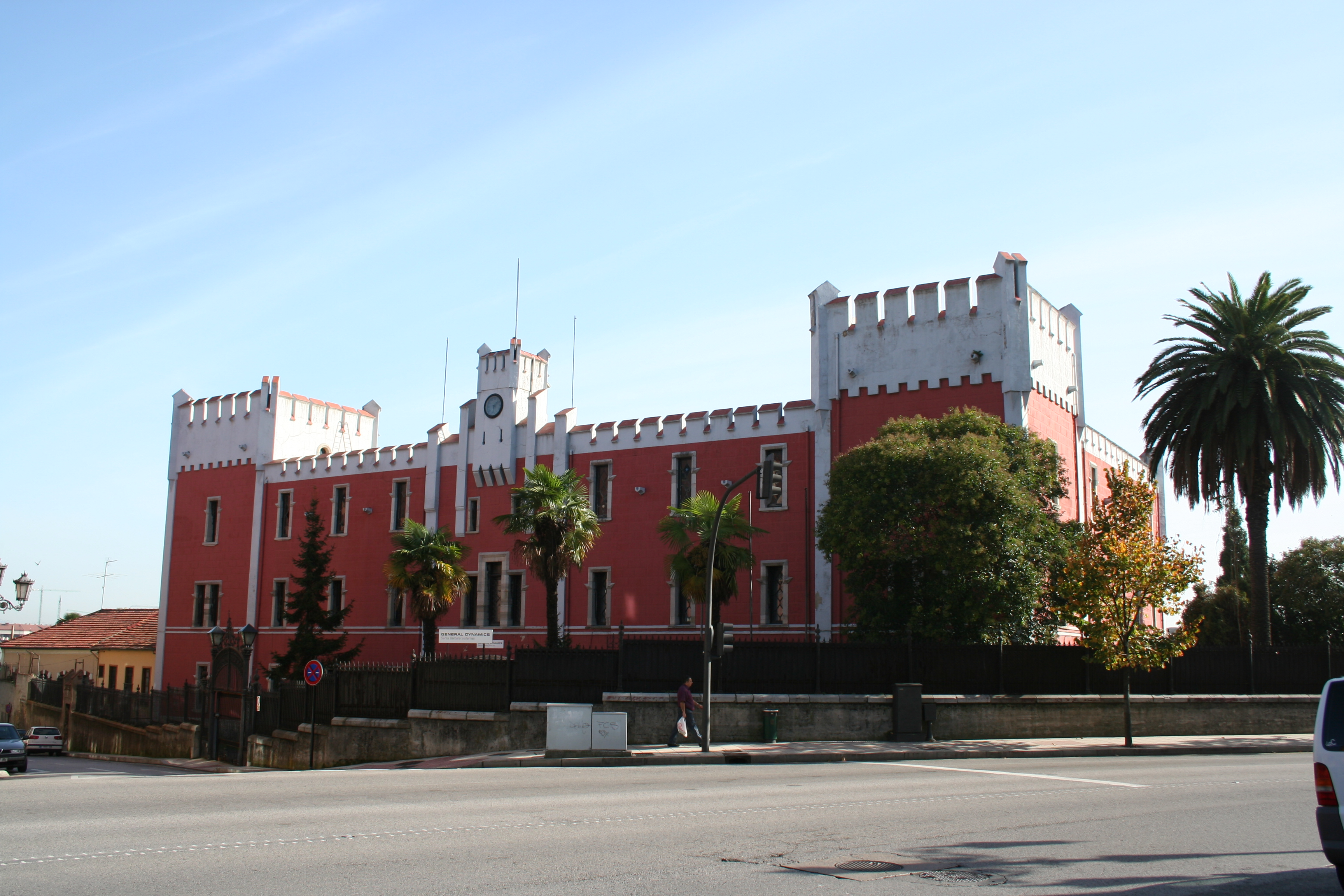
Antiguo palacio, edificio de administración de la fábrica
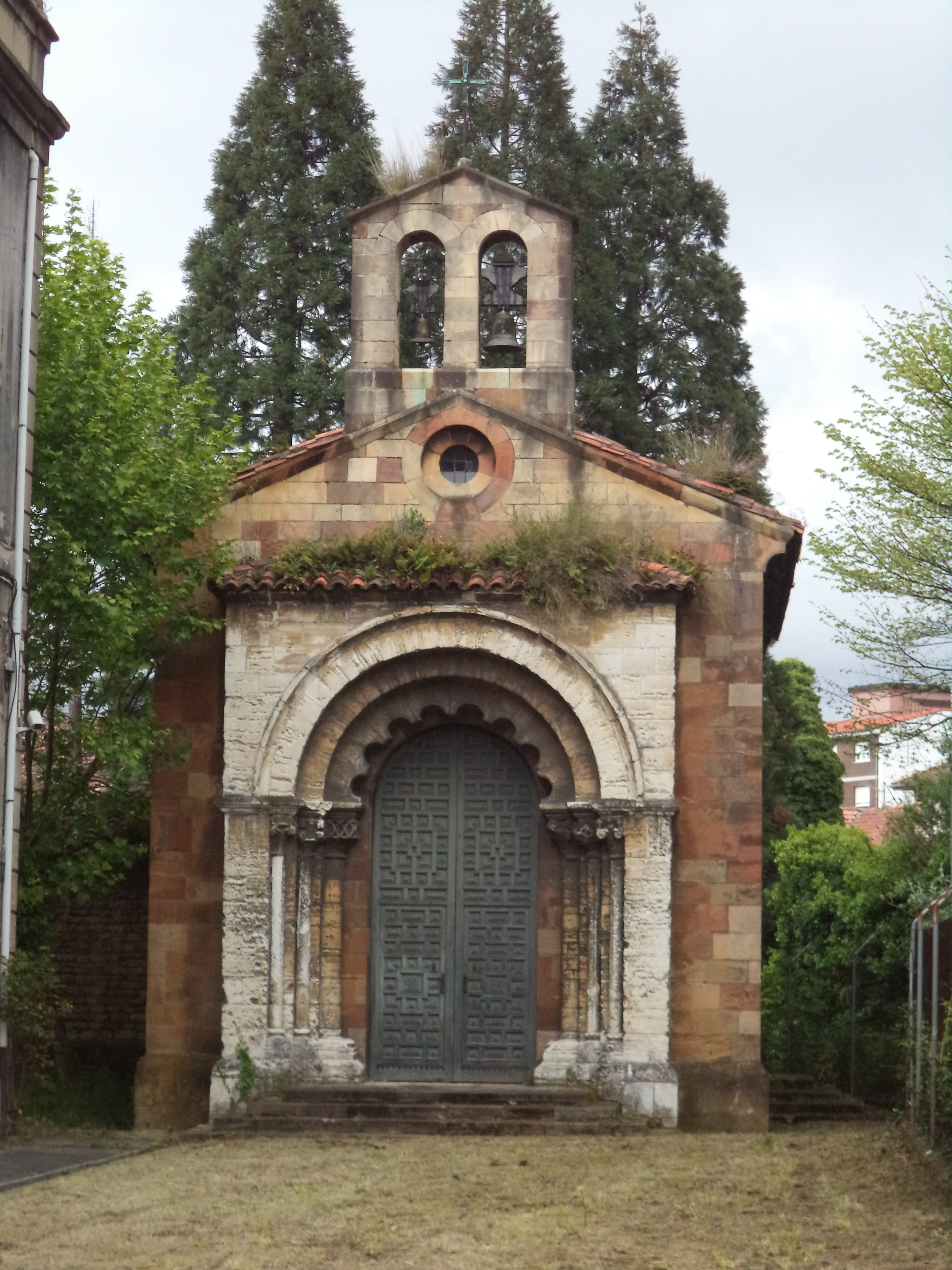
Capilla de Santa Bárbara
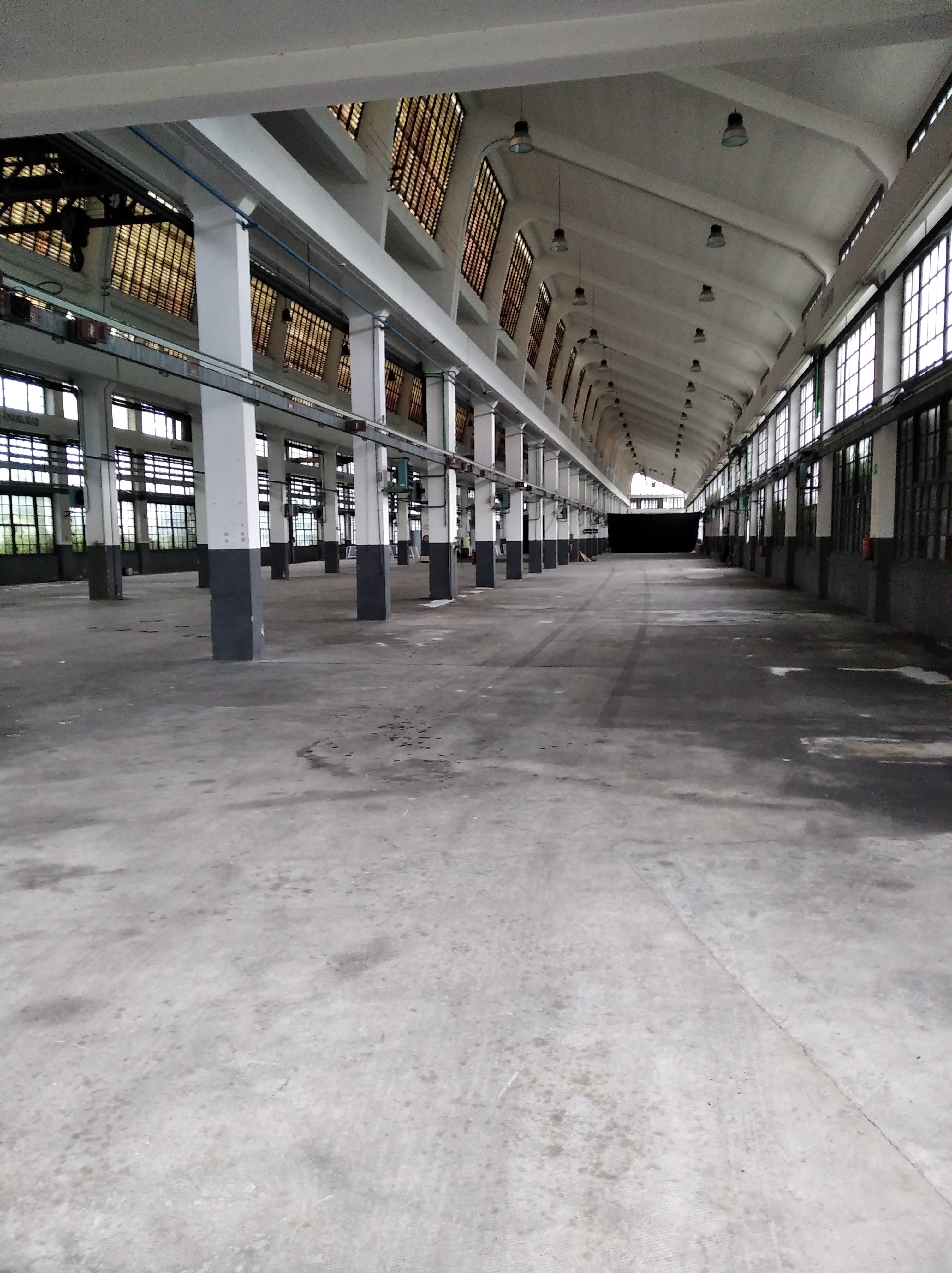
Nave de talleres
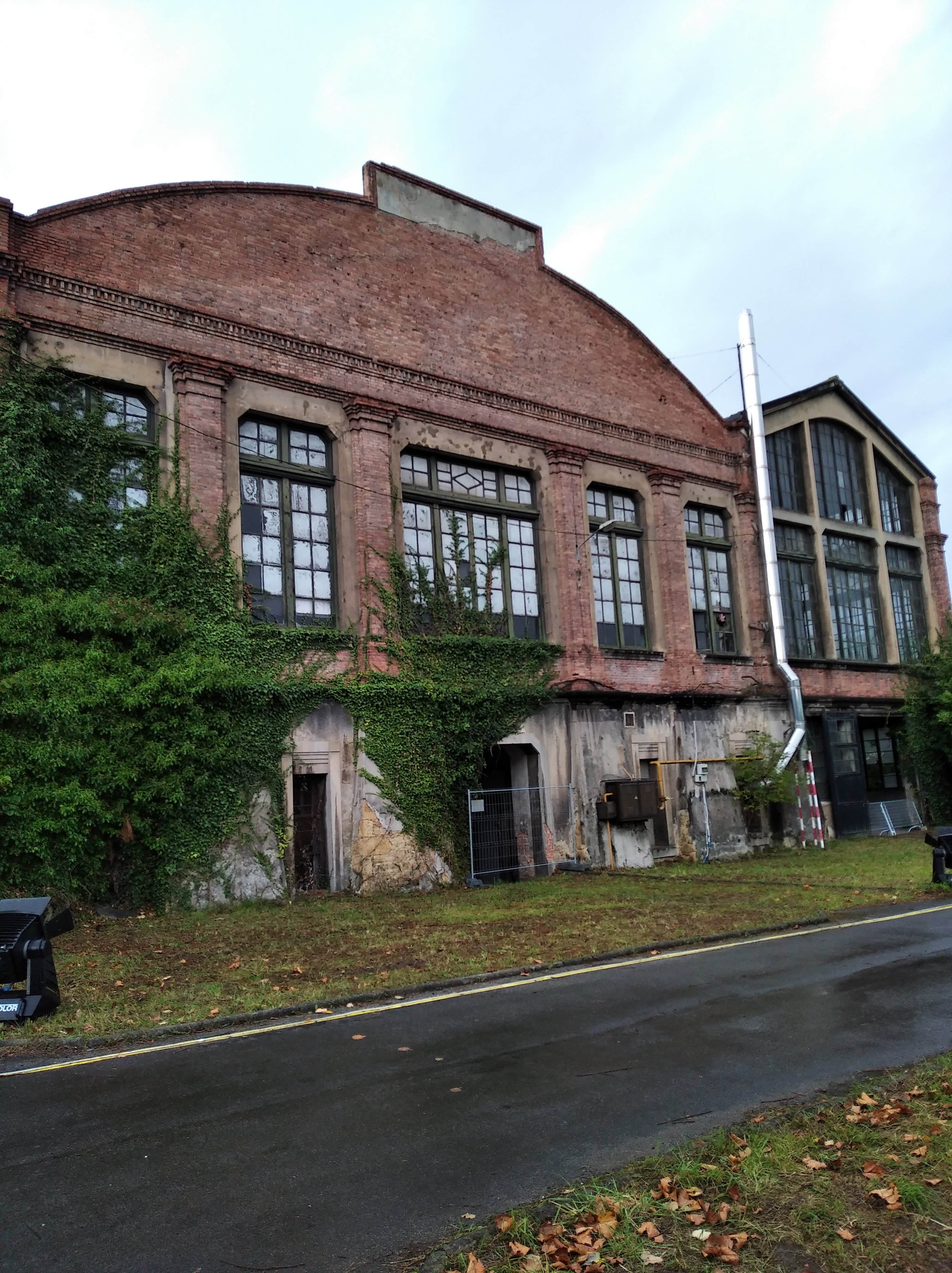
Nave de utillaje y diseño
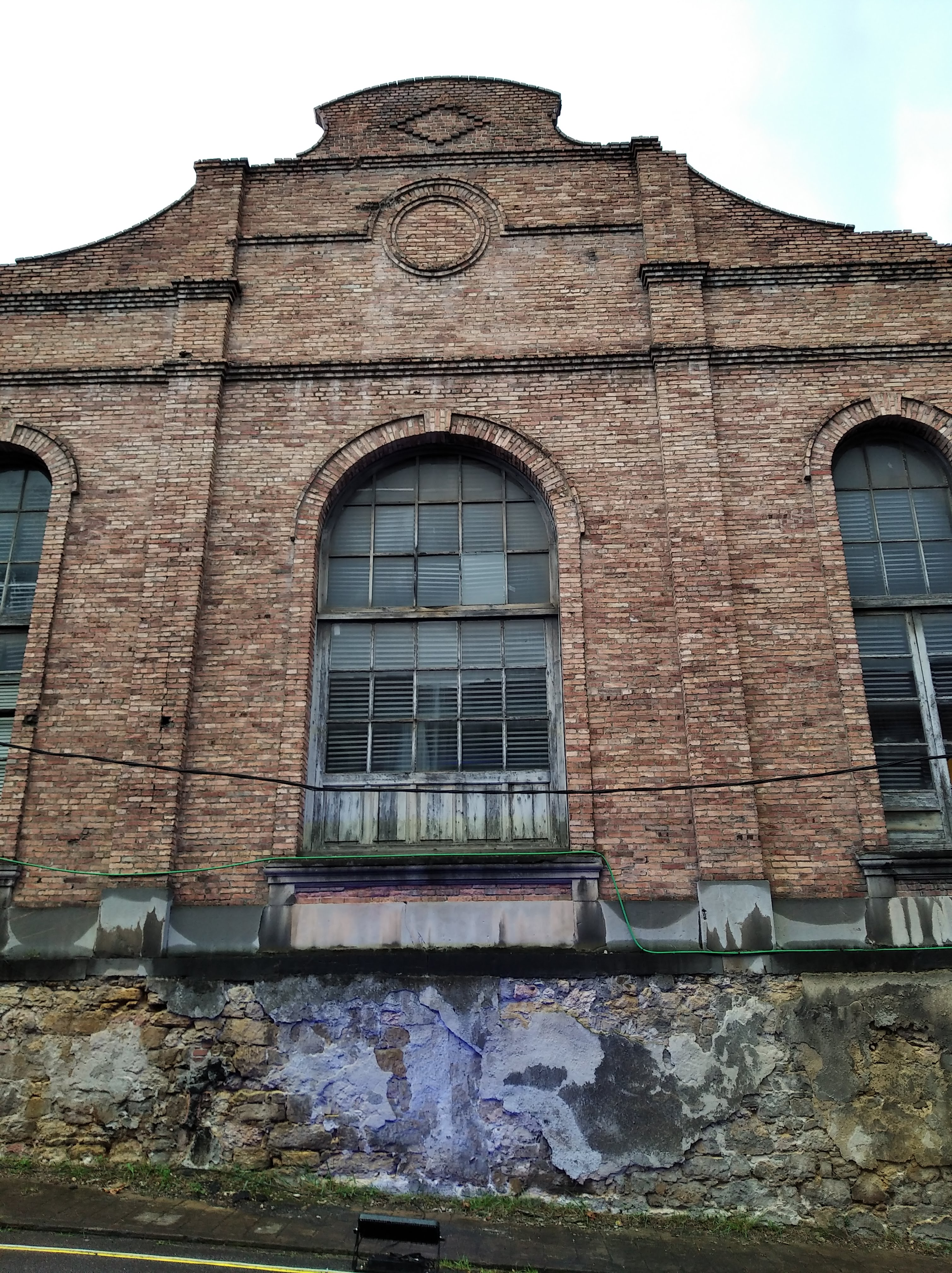
Detalle de uno de los edificios